# Diloa opaca
Diloa opaca är en stekelart som först beskrevs av Szepligeti 1916.  Diloa opaca ingår i släktet Diloa och familjen brokparasitsteklar. Inga underarter finns listade i Catalogue of Life.